# Willis Van Devanter

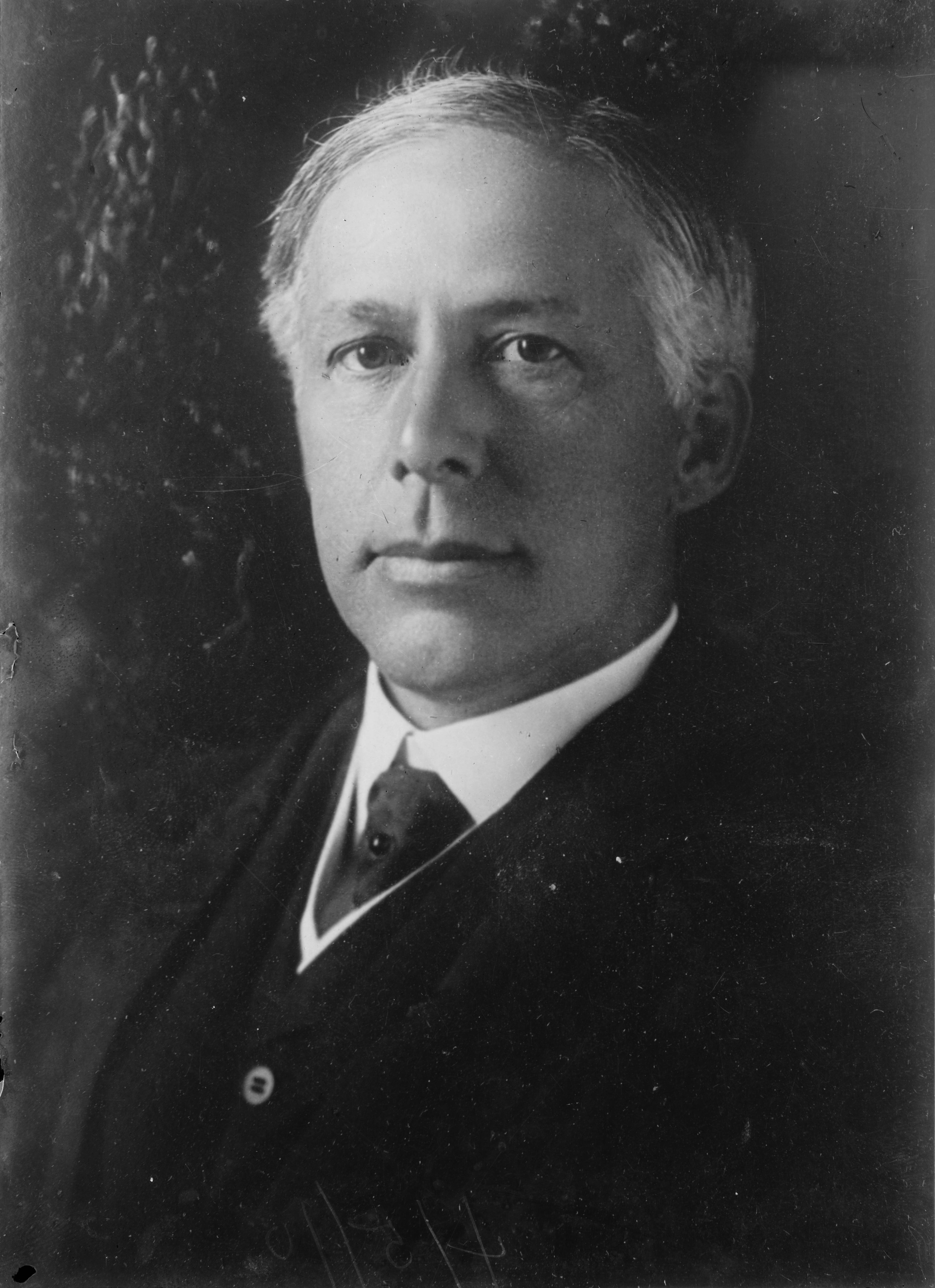
Willis Van Devanter

Willis Van Devanter (* 17. April 1859 in Marion, Indiana; † 8. Februar 1941 in Washington, D.C.) war ein US-amerikanischer Rechtswissenschaftler, Politiker der Republikanischen Partei, Hochschullehrer und mehr als 25 Jahre Richter am Obersten Gerichtshof der Vereinigten Staaten.

## Leben

### Studium und Aufstieg zum Richter am US Court of Appeals
Der Sohn eines Rechtsanwalts niederländischer Abstammung studierte nach dem Schulbesuch zunächst am Indiana Asbury College und absolvierte anschließend ein postgraduales Studium der Rechtswissenschaft an der Law School der University of Cincinnati, das er 1881 abschloss. Nach seiner anwaltlichen Zulassung im Bundesstaat Indiana war er zwischen 1881 und 1884 Rechtsanwalt in der Anwaltskanzlei Lacey and Van Devanter Associate.
Später erhielt noch eine anwaltliche Zulassung im damaligen Wyoming-Territorium und war von 1887 bis 1888 Staatsanwalt von Cheyenne, der Hauptstadt Wyomings. Nachdem er zwischen 1888 und 1889 Mitglied im Repräsentantenhaus des Wyoming-Territoriums war, wurde er 1889 Präsident des Obersten Gerichtshofs von Wyoming. Zwischen 1896 und 1900 war Van Devanter Mitglied des Republican National Committee, dem nationalen Organisationsgremium der Republikanischen Partei.
Im Anschluss wurde er 1897 zu Beginn der Amtszeit von US-Präsident William McKinley Assistent des Justizministers (Assistent US Attorney General) und übte dieses Amt auch während der Präsidentschaft von Theodore Roosevelt bis 1903 aus. Er war somit ein enger Mitarbeiter der Justizminister Joseph McKenna, John W. Griggs und Philander C. Knox. Zugleich war er während dieser Zeit auch von 1898 bis 1903 Professor für Rechtswissenschaften an der George Washington University.
Im Anschluss folgte 1903 seine Berufung zum Richter am US Court of Appeals in St. Louis. An diesem für Arkansas, Iowa, Minnesota, Missouri, Nebraska, North Dakota und South Dakota zuständigen achten Bundesberufungsgericht war er bis Ende 1910 tätig.

### Richter am US Supreme Court

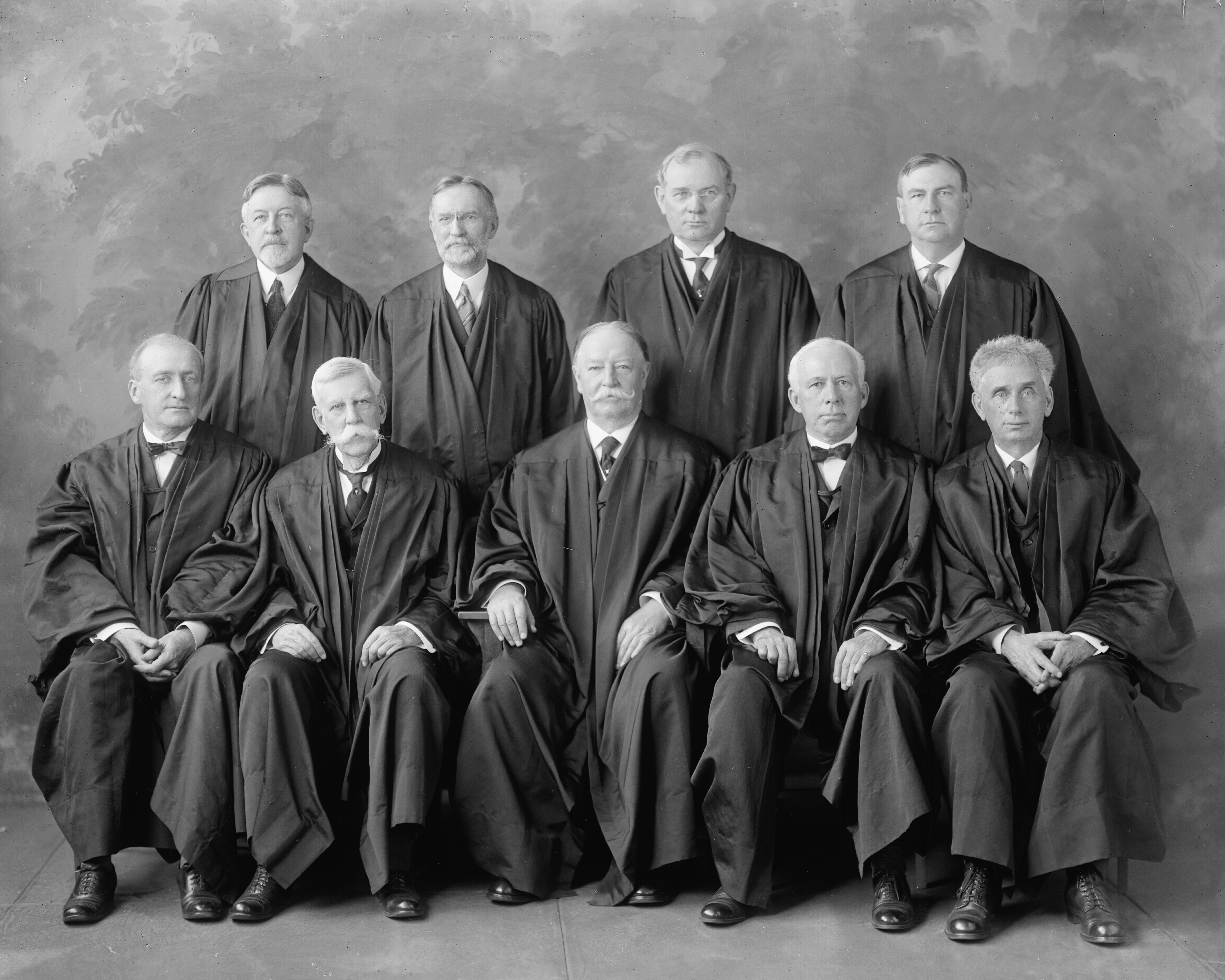
Van Devanter (sitzend, 2.v.r.) mit den anderen Mitgliedern des US Supreme Court (1925)

Am 3. Januar 1911 wurde er von Präsident William Howard Taft zum Beisitzenden Richter (Associate Justice) am Obersten Gerichtshof der Vereinigten Staaten ernannt und hatte dieses Richteramt mehr als ein Vierteljahrhundert bis zu seinem Rücktritt am 2. Juni 1937 inne.
Während seiner Richtertätigkeit erhielt er zusammen mit Pierce Butler, James C. McReynolds und George Sutherland von der Presse wegen der konservativen Haltung den Spitznamen Four Horsemen of the Supreme Court. Prägend für die vier Richter war zuletzt auch ab dem Beginn der 1930er Jahre ihre erbitterte Ablehnung der Wirtschafts- und Sozialreformen der Regierung von US-Präsident Franklin D. Roosevelt während der Ära des New Deal. Ihnen standen die sogenannten Drei Musketiere Harlan Fiske Stone, Louis Brandeis und Benjamin N. Cardozo gegenüber, die als der liberale Flügel des Obersten Gerichtshofs galten.
Während seiner Amtszeit wirkte er an zahlreichen bedeutenden Grundsatzentscheidungen mit wie Weeks v. United States (1914) oder Meyer v. Nebraska (1923).
Nachfolger als Beisitzender Richter am Obersten Gerichtshofs wurde nach seinem Rücktritt der bisherige demokratische US-Senator für Alabama und Vorsitzende des Senatsausschusses für Erziehung und Arbeit Hugo Black.